# Petrus Artomius

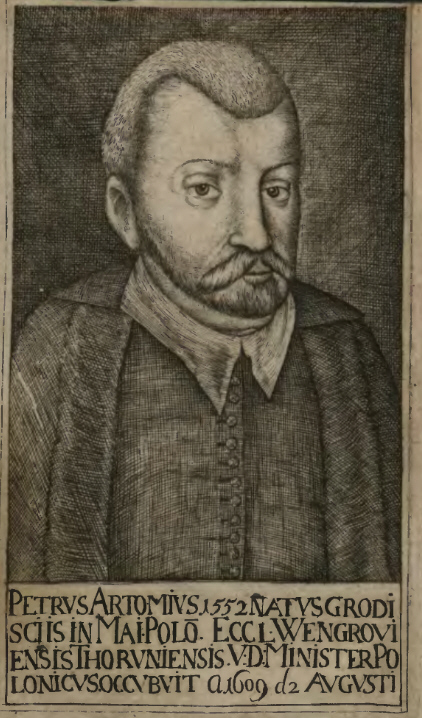
Porträt von Petrus Artomius

Petrus Artomius (* 26. Juli 1552 in Grodzisk Wielkopolski als Piotr Krzesichleb; † 2. August 1609 in Thorn) war ein polnischer lutherischer Prediger sowie Sammler, Herausgeber und Übersetzer geistlicher Gesänge.

## Leben und Karriere
Im Jahre 1573 wurde Artomius Hauslehrer zweier junger Adeliger und studierte 1577 in Wittenberg Theologie. Bereits 1578 ist er wieder in seiner polnischen Heimat zu finden, als lutherischer Prediger in Warschau, Węgrów und Kryłów. Von 1586 an lebte er als polnischer Prediger an der St. Marien- und St. Georgskirche in Thorn (Toruń). Am 2. August 1609 starb er in Thorn und wurde hier auch beigesetzt.
Bedeutend ist Artomius vor allem als Sammler, Herausgeber und Übersetzer geistlicher Gesänge. 1587 erschien sein erstes Gesangbuch, das sog. Thorner Kantional. Bis 1728 erlebte es zahlreiche Neuauflagen.